# Monitor der Siedlungs- und Freiraumentwicklung

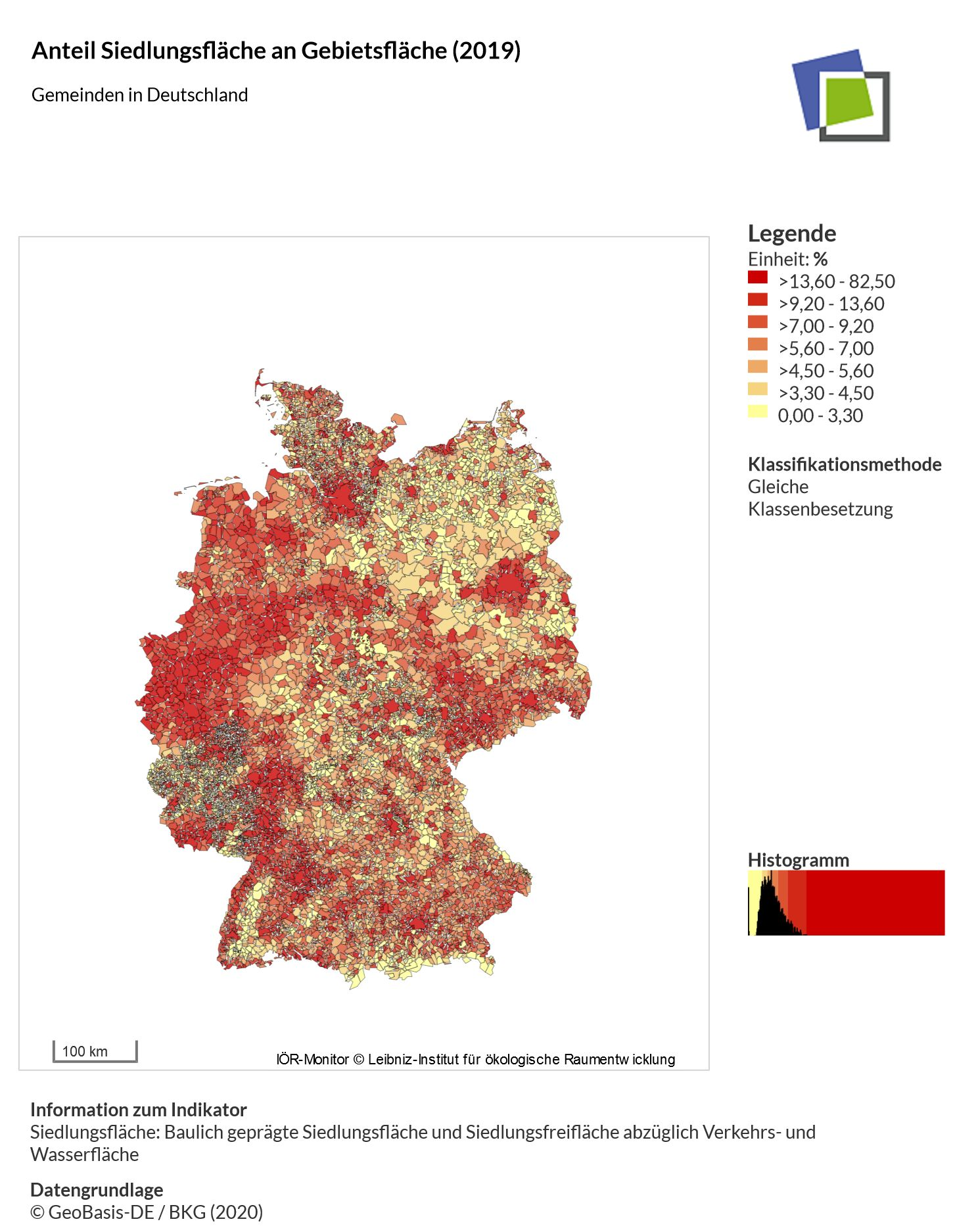
Kartenansicht für den Indikator „Anteil Siedlungs- und Verkehrsfläche an Gebietsfläche“ (2019).

Der Monitor der Siedlungs- und Freiraumentwicklung (IÖR-Monitor) ist ein Fachinformationssystem zu Fragen der Flächennutzung in Deutschland. Seit 2010 stellt er auf Basis von Indikatoren Informationen zur Flächennutzungsstruktur und ihrer Entwicklung sowie zur Landschaftsqualität in hoher räumlicher Auflösung für das terrestrische Staatsgebiet der Bundesrepublik Deutschland bereit. Der IÖR-Monitor ergänzt damit die amtliche Flächenstatistik und die Umweltökonomische Gesamtrechnung mit Basisinformationen zur Bewertung der Flächenentwicklung, insbesondere auch hinsichtlich ihrer Nachhaltigkeit.
Der Monitor der Siedlungs- und Freiraumentwicklung ist eine dauerhafte, wissenschaftliche und kostenlos zur Verfügung gestellte Dienstleistung des Leibniz-Instituts für ökologische Raumentwicklung (IÖR) in Dresden und Teil seiner forschungsbasierten Politik- und Gesellschaftsberatung. Er trägt deshalb auch den Kurznamen IÖR-Monitor. Der Monitor wird sukzessiv um neue Zeitschnitte und Indikatoren ergänzt, um den Zustand und die Flächenentwicklung in ganz Deutschland bewerten zu können. Dabei nutzt das IÖR die genauesten geotopographischen Daten Deutschlands (ATKIS Basis-DLM) für alle Flächennutzungsindikatoren, das Digitale Landbedeckungsmodell (LBM-DE) für die Indikatoren Hemerobie und Natürlichkeitsgrad, amtliche Hausumringe (HU-DE) und Hauskoordinaten (HK-DE) für die Gebäudeindikatoren sowie Geofachdaten (Schutzgebiete, rechtlich festgelegte Überschwemmungsgebiete), Bevölkerungsraster (vom Zensus 2011) und Statistikdaten (Bevölkerung, BIP), die kombiniert verarbeitet werden.

## Funktionsumfang
Inzwischen werden fast 80 Indikatoren der Kategorien Siedlung, Freiraum, Verkehr, Gebäude, Landschaftsqualität (z. B. „Hemerobieindex“, „Ökotondichte“), Landschafts- und Naturschutz, Ökosystemleistungen, Bevölkerung, Risiko und Relief angeboten. Für jeden Indikator wird die Berechnungsmethodik und die Bedeutung in einem Kennblatt dargestellt. Wiederkehrende, zentrale Begriffe werden in einem Glossar erklärt.
Für die Ausgabe der Indikatoren stehen folgende Optionen zur Verfügung:
- Karten auf Basis von Vektordaten mit unterschiedlicher räumlicher Ausdehnung (Gemeinde- bis Bundesebene)
- Karten auf Basis von Rasterdaten mit hoher räumlicher Auflösung (bis zu 100 Meter Rasterweite)
- Tabellen und Entwicklungsgraphen zu allen Indikatoren (Export der Tabellenwerte im CSV-Dateiformat)
- Individuell gestaltete Karten mit Speicheroption und Ergebnisversand per E-Mail (Modifikation von Farbwerten und Klassenanzahl möglich)
- Gebiets- und Zeitvergleiche sowie statistische Auswertungen.

Über einen angebotenen Web Map Service (WMS) ist eine Einbindung der Rasterkarten (100 Meter Rasterweite) in eigene GIS-Umgebungen möglich.

## Bedeutung
Der IÖR-Monitor stellt Informationen zum Zustand und zur Entwicklung des nur begrenzt verfügbaren und schutzbedürftigen Gutes Fläche bzw. Boden bereit. Sie dienen als Grundlage für Bewertungen und sind insbesondere für die Flächenhaushaltspolitik und die Raum- und Fachplanungen auf allen Ebenen (Bund, Länder, Planungsregionen, Kreise und Gemeinden) von Bedeutung. Mit dem IÖR-Monitor lassen sich zum Beispiel Größen wie die Flächenversiegelung, Bevölkerungsdichte, die Verkehrsfläche pro Einwohner und die Erreichbarkeit städtischer Grünflächen anzeigen und vergleichen. Diese Informationen sind auch für Wissenschaft, Wirtschaft, interessierte private Nutzer und die Medien von Interesse und jederzeit im Internet abrufbar.
Im 3. Geo-Fortschrittsbericht der Bundesregierung wird der IÖR-Monitor als „exzellentes Beispiel für Open Government“ angeführt. Weiterhin wird Deutschland in der Erhebung und dem Monitoring der Flächennutzungsstruktur auf Basis der Analyseergebnisse des Monitors als europäisch führend eingestuft.
Der IÖR-Monitor konnte sich nach Auswahl durch eine Jury als eine Dienstleistung für eine verantwortungsvolle Zukunftsgestaltung auf der Woche der Umwelt (2016) einer breiten Öffentlichkeit präsentieren.
Durch das Bereitstellen von Informationen zur Siedlungs- und Verkehrsflächenentwicklung leistet der IÖR-Monitor einen Beitrag zur nationalen Nachhaltigkeitsstrategie von 2002. Die Bundesregierung hat darin das Ziel festgelegt, den Flächenverbrauch durch Siedlungs- und Verkehrsnutzungen in Deutschland bis zum Jahr 2020 auf 30 Hektar täglich (30-Hektar-Ziel) zu reduzieren. Um die Erreichung dieses Zieles zu evaluieren, ist ein genaues und aktuelles Flächenmonitoring notwendig.